# Waldemar (książę Lippe)
Günter Friedrich Woldemar (ur. 18 kwietnia 1824 w Detmoldzie, zm. 20 marca 1895 tamże) – książę Lippe; generał kawalerii Królestwa Prus. Jego władztwo było częścią Cesarstwa Niemieckiego.
Urodził się jako drugi syn (trzecie dziecko) księcia Lippe Leopolda II i jego żony księżnej Emilii. Na tron wstąpił po śmierci starszego brata – księcia Leopolda III 8 grudnia 1875. 
9 listopada 1858 w Karlsruhe poślubił księżniczkę Badenii Zofię. Para nie miała dzieci. Po śmierci księcia Waldemara jego następcą został młodszy brat Aleksander.